# Glogonj

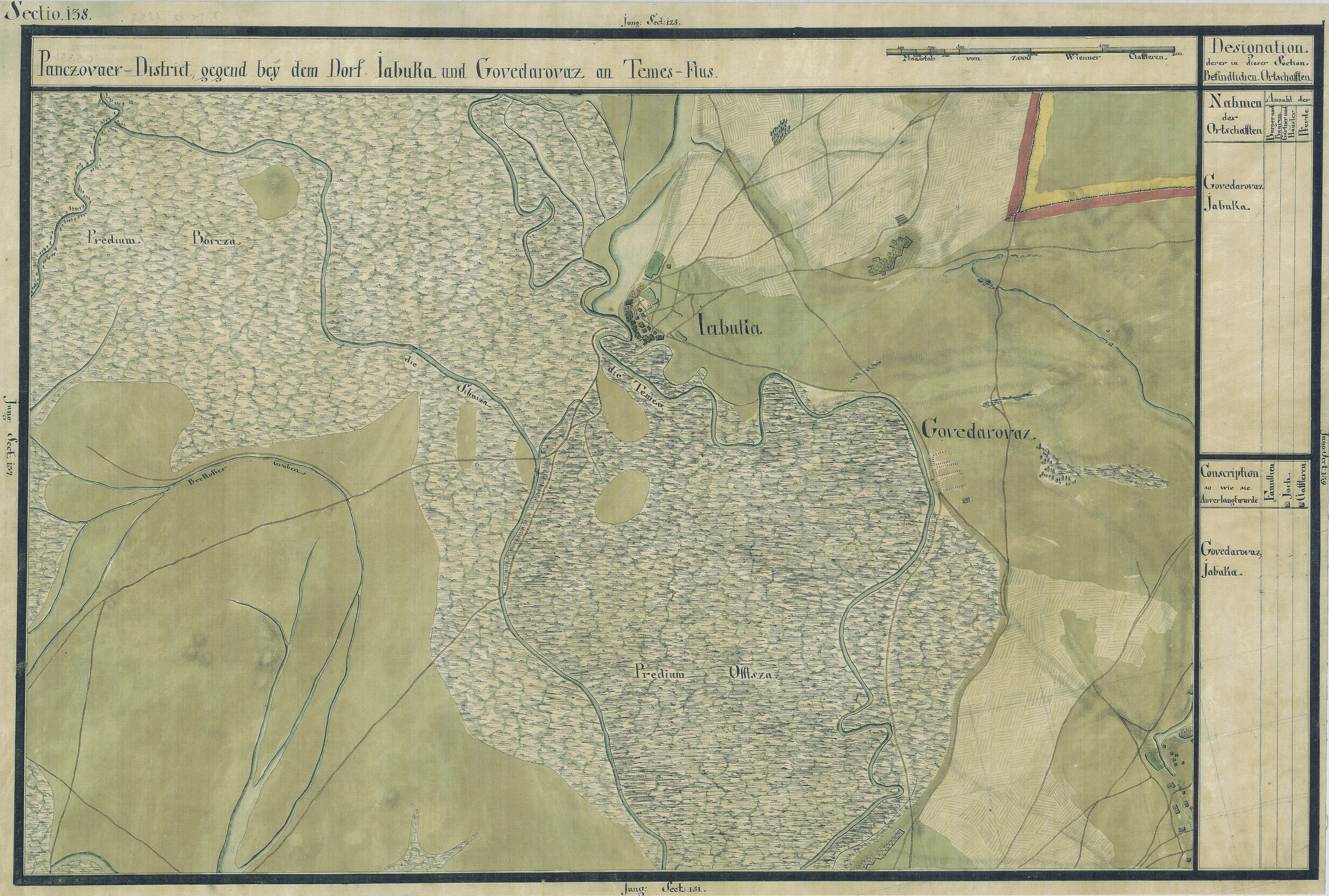
Österreichisches Staatsarchiv: Karte Sectio 138 der Josephinischen Landesaufnahme (1769–1772)

Glogonj (serbisch-kyrillisch Глогоњ, deutsch Glogon, ungarisch Galagonyás, rumänisch Glogoni) ist ein Dorf mit 3012 Einwohnern im südlichen Banat an der Temesch in der Opština Pančevo im Okrug Južni Banat der Vojvodina, Serbien. Glogonj ist 4 km südöstlich von Sefkerin und 20 km nordwestlich von der Stadt Pančevo entfernt. Der serbische und der ungarische Ortsname beziehen sich auf den Weißdorn (serbisch Glog; Suffix).

## Geschichte
Auf dem Gebiet des heutigen Glogonj wurden Schmuckstücke, Tongefäße und Waffen aus der Bronzezeit, zwei römische Sarkophage aus der Zeit des Kaisers Aurelian und zwei Gräber aus der Völkerwanderungszeit gefunden.
Von 1552 bis 1718 gehörte das Gemeindegebiet zum Sancak Pançova im Eyâlet Tımışvâr des Osmanischen Reiches. Es ist urkundlich nicht belegt, wann Glogonj tatsächlich gegründet wurde. Auf einer historischen Karte aus der ersten Hälfte des 18. Jahrhunderts ist eine Ortschaft Logan zwischen Jabuka und Opovo verzeichnet.
Mit dem Frieden von Passarowitz kam das Banat unter die Herrschaft der Habsburger. Es wurde als kaiserliches Kameralgut den Wiener Zentralbehörden (Hofkriegsrat und Hofkammer) unterstellt und von einer kameralen Landesadministration in Temesvár verwaltet. 1764 begann unter Maria Theresia im südwestlichen Banat der administrative Aufbau und die organisierte Kolonisation eines Grenzregiments und seines Regimentsbezirks zum weiteren Ausbau der Militärgrenze. Auf Weisung des Hofkriegsrates vom Mai 1764 wurden für ein Ansiedlungs-Corps zuerst Veteranen aus den Aerarial-Invalidenhäusern von Wien, Prag, Pest und Pettau ausgewählt. Eine militärische Ansiedlungskommission konskribierte die für die Ansiedlung vorgesehenen Orte. Laut Kommissionsbericht vom Dezember 1764 gab es 112 raizische Familien und 79 bewohnbare Häuser im Gebiet Glogon-Sefkerin, das als Streusiedlung Raitzisch-Sefkerin bezeichnet wurde. Die slawischen Einwohner konnten sich bei dieser Konskription für den Militärdienst oder für eine finanziell entschädigte Umsiedlung mit zugebilligter dreijähriger Abgabenfreiheit entscheiden. 100 Familien entschieden sich für die Umsiedlung nach Jarkovac, Ilandža, Dobrica und Banatsko Novo Selo. Im April 1765 berichtete die Kommission dem Hofkriegsrat, dass die Ansiedlung einer Kompanie mit 200 Veteranen in Sefkerin abgeschlossen war. Etwa die Hälfte der Soldaten war verheiratet und hatte Kinder. In den ersten Jahren lebten in einem Haus zwei bis drei Familien als eine sogenannte Hauskommunion zusammen. Im November 1774 reichte die Militärkommission einen Grundrissentwurf für den Neuaufbau mit mehreren konzipierten rechtwinkeligen zentralen Hauptplätzen der neuen Reihendörfer Raitzisch-Sefkerin und Deutsch-Sefkerin (Glogon) ein. Nach Bewilligung des Plans und der veranschlagten Baukosten wurden im Jahre 1775 im Militär-Ort Deutsch-Sefkerin ein Hauptmannsquartier, ein Lieutnantsquartier, ein Arrendatorquartier, Gemeine Ansiedlerhäuser, ein Trivialschulhaus, ein Pfarrhaus und eine Kirche erbaut. Weitere deutsche Ansiedler kamen aus provisorischen Unterkünften im Prädium Govedarovacz bei Jabuka in das neue Dorf. Auf den Karten der Josephinischen Landesaufnahme aus den Jahren 1769 bis 1772 wurde noch keine Ortschaft mit dem Namen Glogon verzeichnet. Bei der Franziszeischen Landesaufnahme wurde die Region erstmals mit der Ortschaft kartografiert. Im Jahre 1812 wurde in Glogon eine Filiale der Obstbaumschule von Jabuka gegründet. Im 19. Jahrhundert wurden drei gebürtige Glogoner (Jahrgänge 1836, 1858 und 1865) zur Offiziersausbildung in die Theresianische Militärakademie aufgenommen.
Nach Auflösung der Militärgrenze (1872) gehörte Glogonj zum Verwaltungsbezirk Pancsova (Pancsovai járás, Stuhlbezirk Pantschowa) des Komitats Torontál und wurde zum Sitz eines zivilen Bezirksgerichts. Aufgrund des ungarischen Reichstagsgesetzes von 1898 über die Gemeinde- und Ortsnamen durfte nur mehr der ungarische Name Galagonyás bis 1918 offiziell verwendet werden. Im Jahre 1906 wurde eine Katastralvermessung durchgeführt und Katasterpläne angefertigt, auf denen der deutsche Ortsname angegeben wurde.
Im November 1918 besetzte die serbische Armee bereits fünf Tage nach dem österreichisch-ungarischen Waffenstillstand die Region. In den Verträgen von Trianon und Sèvres wurde 1920 das Komitat Torontál aufgeteilt. Ab 1921 gehörte Glogonj zum Srez Pančevo im Verwaltungsbezirk Belgrad (Beogradska oblast) des Königreichs der Serben, Kroaten und Slowenen, seit 1929 zur Donau-Banschaft.
Am 6. April 1941 begann der Angriff auf Jugoslawien. Am 11. April 1941 marschierten Einheiten der Division Großdeutschland in Glogon ein. Nach der jugoslawischen Kapitulation führte die SS-Division „Reich“ in Glogon und allen anderen Gemeinden eine von intensiver Propaganda begleitete Anwerbung unter den Männern der jüngsten Jahrgänge durch. Die SS konnte bis Anfang Mai mehrere Rekrutenkompanien aufstellen, die nach einer kurzen Grundausbildung in Prag schon im Juni 1941 an der Ostfront eingesetzt wurden. Ab August 1941 meldeten sich Männer zum Dienst in der Hilfspolizei (HiPo). Diese Einheit war einem Bataillon der Ordnungspolizei unterstellt. Ab Februar 1942 wurde das Einsatzgebiet der HiPo vom Banat auf das gesamte besetzte Serbien ausgedehnt. Im Jahre 1942 wurde die 7. SS-Freiwilligen-Gebirgs-Division „Prinz Eugen“ aufgestellt. Über das zahlenmäßige Verhältnis zwischen Freiwilligen, regulär Einberufenen und mit Gewalt zum Dienst in der Division rekrutierten Männer lassen sich keine zuverlässigen Angaben machen.

Am 4. Oktober erreichten Einheiten der Roten Armee den Ort, der damit zum unmittelbaren Frontgebiet wurde. Im Oktober 1944 begingen 4 Frauen der deutschen Volksgruppe aus Verzweiflung nach einer Vergewaltigung Selbstmord.

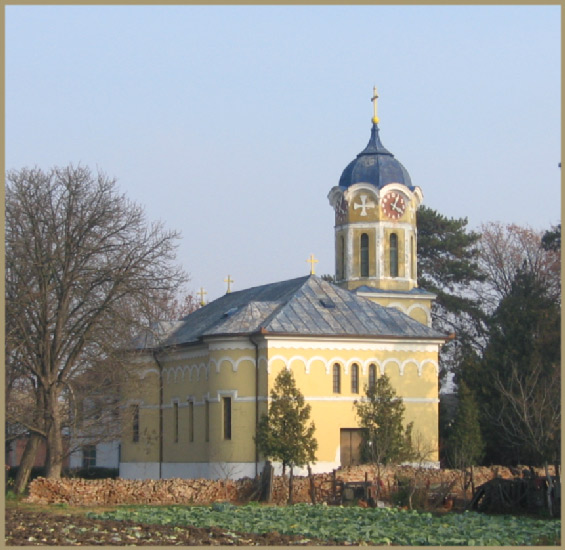
Rumänisch-orthodoxe Kirche Mariä Aufnahme in den Himmel, erbaut 1911–1913

 Aufgrund der AVNOJ-Beschlüsse wurde Personen der deutschen Volksgruppe (Jugoslawiendeutsche, Volksdeutsche) die bürgerlichen Rechte aberkannt. Davon ausgenommen waren u. a. Personen, die mit Personen der anerkannten jugoslawischen Nationalitäten verheiratet waren. Am 30. Oktober 1944 erschossen Sonderkommandos der Ortskommandantur des Volksbefreiungsausschusses 128 Einwohner aus Glogonj vor Ort und in Opovo. Im Dezember 1944 wurde ein Kontingent arbeitsfähiger Männer und Frauen selektiert und im Januar 1945 zur Zwangsarbeit in die Sowjetunion deportiert. Im April 1945 ordnete die Ortskommandantur die komplette Räumung von sieben Wohnvierteln mit ca. 140 Häusern an. Die geräumten Wohnviertel wurden mit einem Stacheldrahtzaun abgegrenzt, die Fenster und Türen der am Zaun gelegenen Häuser mit Brettern zugenagelt. Alle noch im Dorf verbliebenen deutschen Einwohner wurden am 26. April 1945 in dieses Internierungslager eingesperrt. Ihr Eigentum wurde konfisziert. Im Oktober 1945 wurden viele Häftlinge in das Lager Knićanin verlegt. Bis 1948 kamen in verschiedenen Lagern im ehemaligen Jugoslawien insgesamt 250 Einwohner aus Glogonj ums Leben.
Im Jahre 1775 wurde die römisch-katholische Kirche (Saalkirche) Sankt Anna erbaut. Maria Theresia spendete für die Kirche die Glocke, die zu Ehren der Namenspatronin der Pfarre Annaglocke genannt wurde. 1825 wurde der Kirchturm durch einen Sturm beschädigt und repariert, 1841 das Kirchenschiff renoviert und 1867 die von Carl Hesse erbaute Orgel aufgestellt. Die katholische Pfarre gehörte zur Diözese Csanád, seit 1923 ist sie dem Bistum Zrenjanin unterstellt. Von 1911 bis 1913 wurde die rumänisch-orthodoxe Kirche Mariä Aufnahme in den Himmel im byzantinischen Stil und von 2013 bis 2014 die serbisch-orthodoxe Kirche Sankt Peter und Paul erbaut.

## Demografie
| Jahr | Gesamt | Deutsche | Walachen (Rumänen) | Serben Kroaten | Mazedonier | Ungarn | Sonstige |
| ---- | ------ | -------- | ------------------ | -------------- | ---------- | ------ | -------- |
| 1880 | 2468   | 1480     | 630                | 220            |            | 11     | 127      |
| 1890 | 2911   | 1859     | 796                | 222            |            | 27     | 7        |
| 1910 | 2669   | 1745     | 756                | 74             |            | 72     | 22       |
| 1931 | 2492   | 1600     |                    |                |            |        | 892      |
| 2002 | 3178   | 5        | 156                | 2406           | 367        | 26     | 208      |

In einem Postlexikon aus dem Jahre 1805 wurde Glogon als ein Dorf mit 196 Häusern angegeben. 1829 wurden in statistischen Notizen differenziertere Daten veröffentlicht: Glogon hatte 2183 Einwohner, davon waren 1692 römisch-katholischen oder griechisch-katholischen, 489 orthodoxen, 2 evangelischen Glaubens. Laut einer 1850 vom k.k. Handelsministerium herausgegebenen Statistik hatte das Dorf im Jahre 1846 bereits 2444 Einwohner. In Österreich-Ungarn wurde erstmals im Jahre 1869 eine amtliche Volkszählung durchgeführt. Bei dieser Zählung wurden noch keine Daten über die Nationalität und die Muttersprache der Einwohner ermittelt. In Glogon bekannten sich 2749 Einwohner zum römisch-katholischen und 729 zum orthodoxen Glauben. Bei der Volkszählung 1880 bekannten sich 1760 Einwohner zum römisch-katholischen, 692 zum orthodoxen, 13 zum evangelischen und 3 zum jüdischen Glauben. In der Rubrik Sonstige 1880 sind 3 Slowaken und 124 ohne ethnische Angabe zusammengefasst. Bei der Zählung 1910 waren 1847 Einwohner römisch-katholischer, 2 griechisch-katholischer, 798 orthodoxer, 20 evangelischer und 2 jüdischer Religion. Die obigen Zahlen zu 1931 gab die Wiener Publikationsstelle der Südostdeutschen Forschungsgemeinschaft für den Generalstab des Heeres heraus. Die Einwohnerzahlen sind in die Rubriken Deutsche und Sonstige (Volkstumspolitik) eingeteilt. In der vierbändigen jugoslawischen Publikation wurden aus innenpolitischen Gründen (Volksgruppenpolitik) keine Daten über die Muttersprache veröffentlicht. Laut jugoslawischer Zählung gab es 2487 Einwohner in Glogon. In der Rubrik Sonstige 2002 sind 106 Jugoslawen, 17 Roma, 6 Slowaken, 2 Montenegriner, 1 Albaner, 1 Muslim, 3 Tschechen und 82 ohne ethnische Angabe zusammengefasst.

## Persönlichkeiten
- Lajos Szekrényi (1858–1915), ungarischer Pfarrer, Dichter und Übersetzer von Karl May; von 1891 bis 1896 katholischer Pfarrer in Glogon[15]
- Rudolf Büchler (1890–1966), österreichischer Lehrer und Politiker